# Лубочний театр
Лубо́чний теа́тр (Лубковий театр) — псевдопобутовий театральний жанр, який розвинувся в Україні 1880—1890 років з побутового театру, розрахований на успіх у невибагливого масового глядача.

## Загальні відомості
Лубочний театр розвинувся в Україні 1880—1890 років з побутового театру. На той час налічувалось близько 70 таких труп.
Лубочний театр виробив свій окремий стиль з псевдопобутовим репертуаром, який творили самі актори, пишучи п'єси, розраховані на успіх у невибагливого масового глядача.
Великий лубочний репертуар створили актори Леонід Манько, Олексій Суходольський, Лев Сабінін, Іван Тогобочний, Йосип Стадник, Лев Лопатинський, Микола Янчук, Іван Захаренко, Костянтин Ванченко, Андрій Стечинський та ін. Цим репертуаром довгий час користувались мандрівні провінційні театри України та заробітчанської еміграції.
Сатирою на стиль лубочного театру були позначені вистави «За двома зайцями» (1924), «Вій» (1925) та ін. в театрі «Березіль». Лубкові елементи властиві були виставі «Митька на царстві» Костянина Ліпскерова (1927, Театр ім. І. Франка). Типово лубковою була вистава опери «Різдвяна ніч» (1930, Київ, режисер Федір Бойченко, мистецьке оформлення Івана Курочки-Армашевського).